# 火炬之光
《火炬之光》是一款由Runic Games开发的动作RPG。

## 游戏系统
玩家控制一个英雄探险一系列随机的地下城，与大量的敌人战斗，收集装备、黄金和其他战利品。

### 角色类别
《火炬之光》有三种角色类别
- Destroyer

擅长近战攻击
- Alchemist

擅长使用魔法攻击
- Vanquisher

擅长远程武器和陷阱魔法

## 评价
《火炬之光》收到许多正面的评价; 目前它在Metacritic上获得83分，在GameRankings上获得85.13%。许多评论家将它与暗黑破坏神系列比较，认为它是多年以来最好的类暗黑游戏。